# Ижондзе (гмина)
Ижондзе (пол. Irządze) — сельская гмина (волость) в Польше, входит как административная единица в Заверценский повет, Силезское воеводство. Население — 2939 человек (на 2004 год).

## Демография
| Перепись                       | Всего   | Всего | Женщины | Женщины | Мужчины | Мужчины |
| ------------------------------ | ------- | ----- | ------- | ------- | ------- | ------- |
| Единицы                        | человек | %     | человек | %       | человек | %       |
| Население                      | 2939    | 100   | 1467    | 49,9    | 1472    | 50,1    |
| Плотность населения (чел./км²) | 40      | 40    | 19,9    | 19,9    | 20      | 20      |

## Сельские округа
1. Бодзеёвице
2. Ижондзе
3. Миколаевице
4. Садове
5. Вильгоща
6. Вилькув
7. Витув
8. Возники
9. Выгелзув
10. Завада-Пилицка
11. Завадка

## Соседние гмины
1. Гмина Крочице
2. Гмина Лелюв
3. Гмина Негова
4. Гмина Щекоцины